# 李之駒
李之駒（1608年—1647年），字言納，贵州思州府岑鞏縣人，明朝政治人物。

## 生平
崇禎六年舉人，十五年（1642年）賜特用出身第八十名，歷官亦佐知縣、羅平知州、累遷辰沅兵備副使。永曆元年八月清兵攻入辰州，冠服坐堂皇，說：「死不避難，臣職也！」被執，大罵死。